# 현재시제
현재시제(現在時制)는 언어에서 현재의 행위, 현상, 상태 등을 표현하는 시제이다. 현재의 상태, 지속적 성질, 일상적인 행동 또는 습관, 불변의 사실 또는 과학적 사실 등을 나타낼 때 사용되며 사용되는 범위는 언어에 따라 다르다. 일반적으로는 과거시제와 미래시제와 대립하지만, 언어에 따라 크게 다르다.

## 같이 보기
- 문법상